# Trollkjelneset
Trollkjelneset (norwegisch für Trollkesselspitze) ist eine von einer Eiskuppel eingenommene Landspitze an der Prinzessin-Martha-Küste des ostantarktischen Königin-Maud-Lands. Sie trennt die westlich liegende Bucht Krylvika von der Mündung des Jutulstraumen in das Fimbul-Schelfeis im Osten.
Norwegische Kartographen, die sie auch benannten, kartierten sie anhand von Luftaufnahmen und Vermessungen der Norwegisch-Britisch-Schwedischen Antarktisexpedition (1949–1952) sowie Luftaufnahmen aus den Jahren von 1958 bis 1959 der Dritten Norwegischen Antarktisexpedition.